# Ioficador

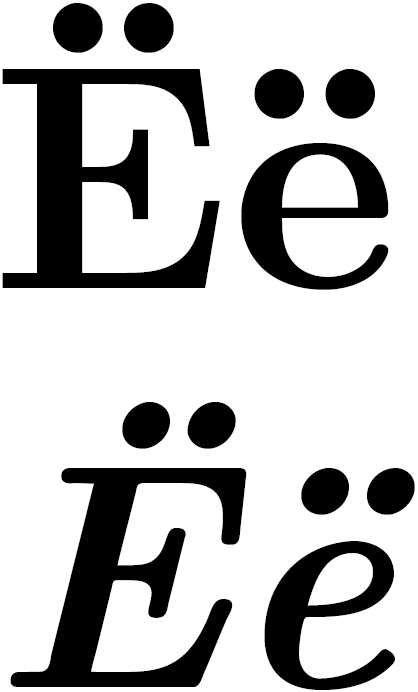
io

Un ioficador (rus: Ёфикатор) és un programa informàtic o una extensió per a editors de text que restaura la lletra ciríl·lica io (Ё) en textos russos en llocs on s'ha usat la lletra ie (Е) en lloc seu. La majoria de diaris i editors russos utilitzen ie en tots els contextos, assumint que un lector il·lustrat pot distingir quina lletra es vol dir. Aquesta pràctica crea un gran nombre d'homògrafs (però no homòfons), i aquest és el problema que pretén solucionar un ioficador.
El problema de triar entre ie i io en ortografia pot ser bastant complex i requereix una anàlisi profunda del context. Per tant, encara no existeixen ioficadors capaços de resoldre completament aquesta qüestió automàticament. Els ioficadors existents es basen en bases de dades creades especialment de paraules russes que contenen la lletra io, i substitueixen ie per io només en casos indiscutibles (ioficació ràpida o incompleta) o treballen de manera interactiva deixant l'elecció a l'usuari en casos incerts (com, per exemple, l'elecció entre "все" — "tothom" i "всё" — "tot"). En un ioficador per GNU Emacs s'implementa una estratègia combinada.
El terme "ioficador" també s'utilitza per designar "aquell que iofica", o, en un sentit més ampli de la paraula, aquells partidaris d'utilitzar la lletra io.